# Liste der US-amerikanischen Meister im Sommerbiathlon
In der Liste der US-amerikanischen Meister im Sommerbiathlon werden alle US-Meister im Crosslauf-Sommerbiathlon aufgeführt. Sie werden seit 1988 ausgetragen.
Rekordmeisterin bei den Frauen ist Laura Haefeli mit sechs Titeln in der Gesamtwertung, bei den Männern gewannen Keith Woodward und Erich Wilbrecht je fünf Mal die Gesamtwertung.

## Frauen Gesamtwertung
- 1988 – Anna Sonnerup
- 1989 – Anna Sonnerup
- 1990 – Laura Schweitzer
- 1991 – Angie Stevenson
- 1992 – Lesley White
- 1993 – Lesley White
- 1994 – Laura Haefeli
- 1995 – Angie Stevenson
- 1996 – Tracy VandeVenter
- 1997 – Kristy Lippencott
- 1998 – Laura Haefeli
- 1999 – Ann Sorenson
- 2000 – Laura Haefeli
- 2001 – Laura Haefeli
- 2002 – Laura Haefeli
- 2003 – Laura Haefeli
- 2004 – Deborah Nordyke
- 2005 – Ann Sick
- 2006 – Deborah Nordyke
- 2007 – Grace Boutot
- 2008 – Stephanie Blackstone
- 2009 – Stephanie Blackstone
- 2010 – Sibylle Wilbert
- 2011 – Emily Shertzer

## Männer Gesamtwertung
- 1988 – Keith Woodward
- 1989 – Keith Woodward
- 1990 – Erich Wilbrecht
- 1991 – Keith Woodward
- 1992 – Keith Woodward
- 1993 – Jim Frazier
- 1994 – Keith Woodward
- 1995 – Curtis Schreiner
- 1996 – Jim Frazier
- 1997 – Shaun Marshall-Pryde
- 1998 – Shaun Marshall-Pryde
- 1999 – Erich Wilbrecht
- 2000 – Shaun Marshall-Pryde
- 2001 – Logan Hammer
- 2002 – Logan Hammer
- 2003 – Erich Wilbrecht
- 2004 – Erich Wilbrecht
- 2005 – Erich Wilbrecht
- 2006 – Douglas Hoover
- 2007 – Douglas Hoover
- 2008 – Douglas Hoover
- 2009 – Samuel Morse
- 2010 – Douglas Hoover
- 2011 – Robert Killian